# Савва Сторожевский
Са́вва Стороже́вский (Савва Звенигоро́дский; ум. 3 декабря 1407 года) — преподобный Русской православной церкви, основатель и первый игумен Богородице-Рождественского (Саввино-Сторожевского) монастыря в Звенигороде; Звенигородский чудотворец. Один из наиболее известных русских святых, духовный подвижник России, «покровитель царей» и «защитник Москве», исцелитель, прозорливец, «всем грешным прибежище». Считается одним из первых (по времени и положению) учеников преподобного Сергия Радонежского.
Дни памяти: 3 (16) декабря – преставление, 19 января (1 февраля) – обретение мощей, 23 (10) августа – второе обретение мощей.

## Жизнеописание
Известно, что большую часть своей жизни святой Савва прожил в Троицком монастыре у Сергия Радонежского. Он был избран духовником Троицкой братии, включая самого Сергия, а после кончины Сергия Радонежского (1392) был некоторое время игуменом Троицкого монастыря (когда Никон Радонежский, которому преподобный Сергий передал игуменство, ушёл в затвор). Он был духовным отцом вдовы князя Дмитрия Донского Евдокии (в монашестве Евфросинии) и их третьего сына (второго по праву наследования) Юрия Звенигородского. Спорным является предположение, что преподобный Савва мог быть игуменом Свято-Успенского Дубенского монастыря, основанного по благословению преподобного Сергия, так как его настоятелем в то время был другой Савва — Стромынский.
По новым сведениям, первый деревянный храм Рождества Богородицы на горе Сторожи у Звенигорода начали строить ещё в начале 1390-х годов по благословению Саввы и под покровительством призывавшего переехать к нему в удел князя Юрия Дмитриевича. По летописям, в 1395 году (а не в 1399-м) преподобный Савва благословил князя Юрия на поход в Волжскую Булгарию, который завершился полной победой и взятием 14 городов, включая Великий Булгар, Джуке-Тау и Казань. Сразу после похода появились средства на грандиозное строительство, которое было произведено в Звенигороде с 1396 по 1405 годы. Основание монастыря на Сторожи можно отнести к 1396—1398 годам. Именно в разгар строительства и после кончины владыки Звенигородского Даниила, в 1398 году, преподобный Савва оставил Троицкую обитель и по приглашению князя Звенигородского и Галичского Юрия пришёл в Звенигород со Смоленской иконой Божией Матери. В это же время полным ходом шло строительство каменного храма на Городке в Звенигородском Кремле, а позднее (после кончины Саввы) Троицкого собора в Сергиевом монастыре и Рождественского в Саввино-Сторожевском. Для росписи этих храмов был приглашён молодой иконописец Андрей Рублёв. По мнению историка К.П. Ковалёва, по благословению Саввы он создал уникальный Звенигородский чин, часть которого была найдена в 1918—1919 годах на Городке, включая знаменитый «Спас Звенигородский» («Русский Спас»; ныне хранится в Третьяковской галерее). Предположительно старец Савва мог благословить преподобного Андрея Рублёва на создание знаменитой иконы «Троица» для Троицкого собора.
Преподобный Савва Сторожевский преставился 3 декабря 1407 года. Звенигородского чудотворца почитали местно, а затем он был канонизирован по инициативе монастырской братии и митрополита Макария на церковном соборе 1547 года. Особое значение монастырю придавал царь Алексей Михайлович, 19 (29) января 1652 года по его инициативе состоялось обретение мощей игумена. В эти же годы произошло переустройство обители, внешний вид которой сохранился с этого времени до наших дней. Саввино-Сторожевский монастырь получил статус Лавры первым в истории Руси.

## Чудеса и почитание

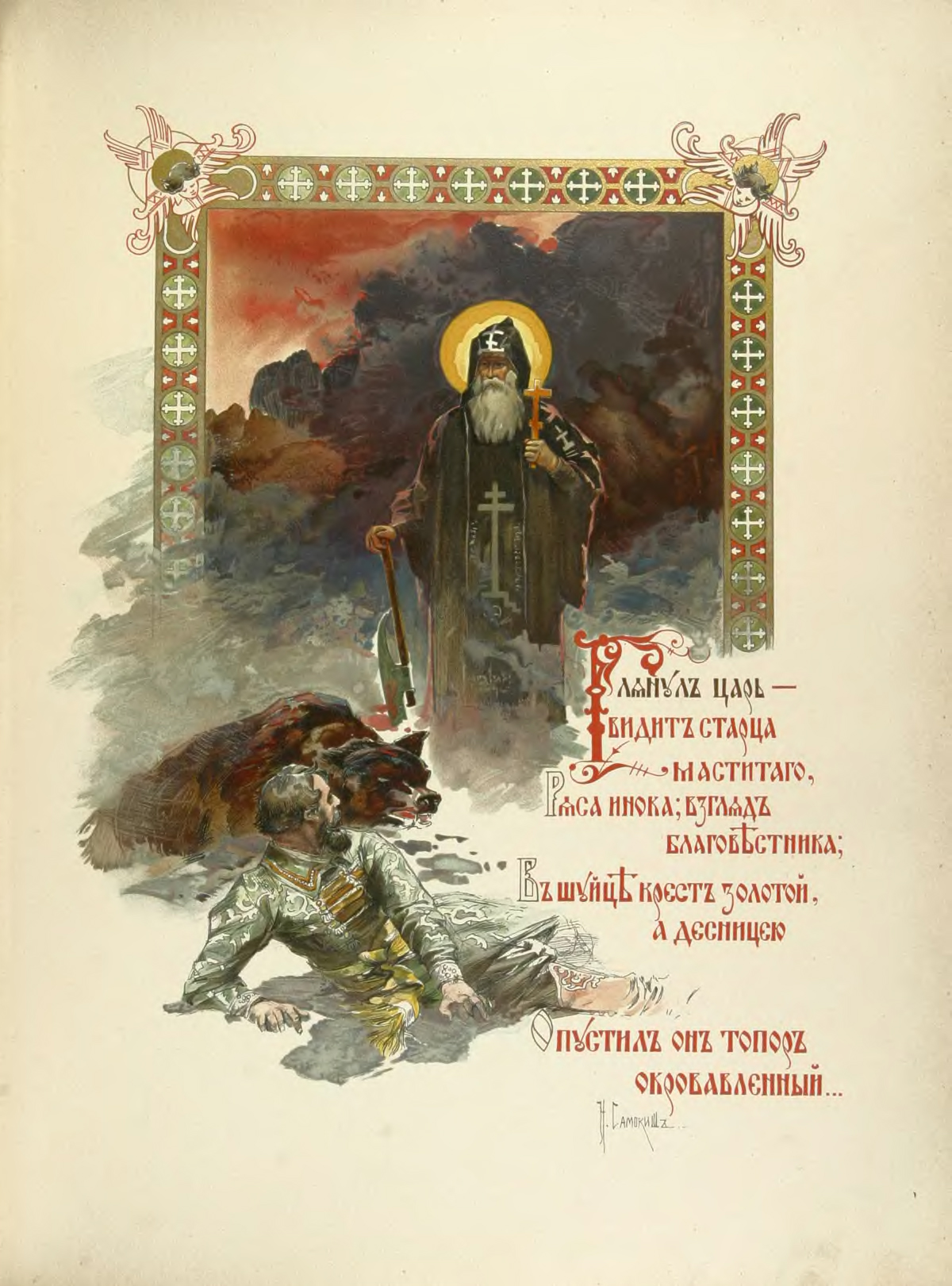
Николай Самокиш. Явление св. Саввы Сторожевского (иллюстрация к поэме Льва Мея «Избавитель» из первого тома «Охоты»)

С монастырём и именем Саввы связано множество чудес, два из которых (посмертные) стали историческими. Первое — это спасение преподобным Саввой царя Алексея Михайловича от медведя во время охоты, а второе — явление преподобного пасынку Наполеона Бонапарта Евгению Богарне в дни захвата французами Москвы в 1812 году. Богарне, не разорив по просьбе явившегося ему старца монастырь, успешно пережил эпоху наполеоновских войн, как и предсказал ему Савва, а его потомки породнились с русской царской семьёй и жили в России.
Ныне по посещаемости паломниками монастырь стоит на третьем месте в России после Троице-Сергиевой лавры и Серафимо-Дивеевской обители.
17 марта 1919 года мощи Саввы в Звенигородской обители были вскрыты по решению уездного съезда рабочих и крестьянских депутатов. Результат вскрытия мощей был опубликован в отчёте VIII отдела Народного комиссариата юстиции РСФСР Съезду Советов, в котором был описан так: «кукла из ваты; в вате 33 сильно разрушившихся и переломленных кости». 5 апреля 1919 года мощи преподобного Саввы были вывезены из монастыря. Сама обитель была закрыта. До начала 1930-х годов мощи преподобного Саввы хранились на Лубянке, затем были переданы жителю Звенигорода Михаилу Успенскому, который завещал вернуть их Церкви. Его наследники в 1985 году передали мощи в московский Данилов монастырь, в августе 1998 года они были торжественно перенесены в родную обитель — в Рождественский собор Саввино-Сторожевского монастыря, где они хранятся в настоящее время.
Наиболее известным источником сведений о Савве Сторожевском явилось его самое первое житие, написанное в XVI веке агиографом и знатоком крюкового пения Маркеллом Хутынским (по прозванию Безбородый). Краткое житие игумена Саввы переложил в своё время на современный ему русский язык Александр Пушкин. Первая икона преподобного Саввы была написана в начале XVI века игуменом Саввино-Сторожевского монастыря Дионисием.

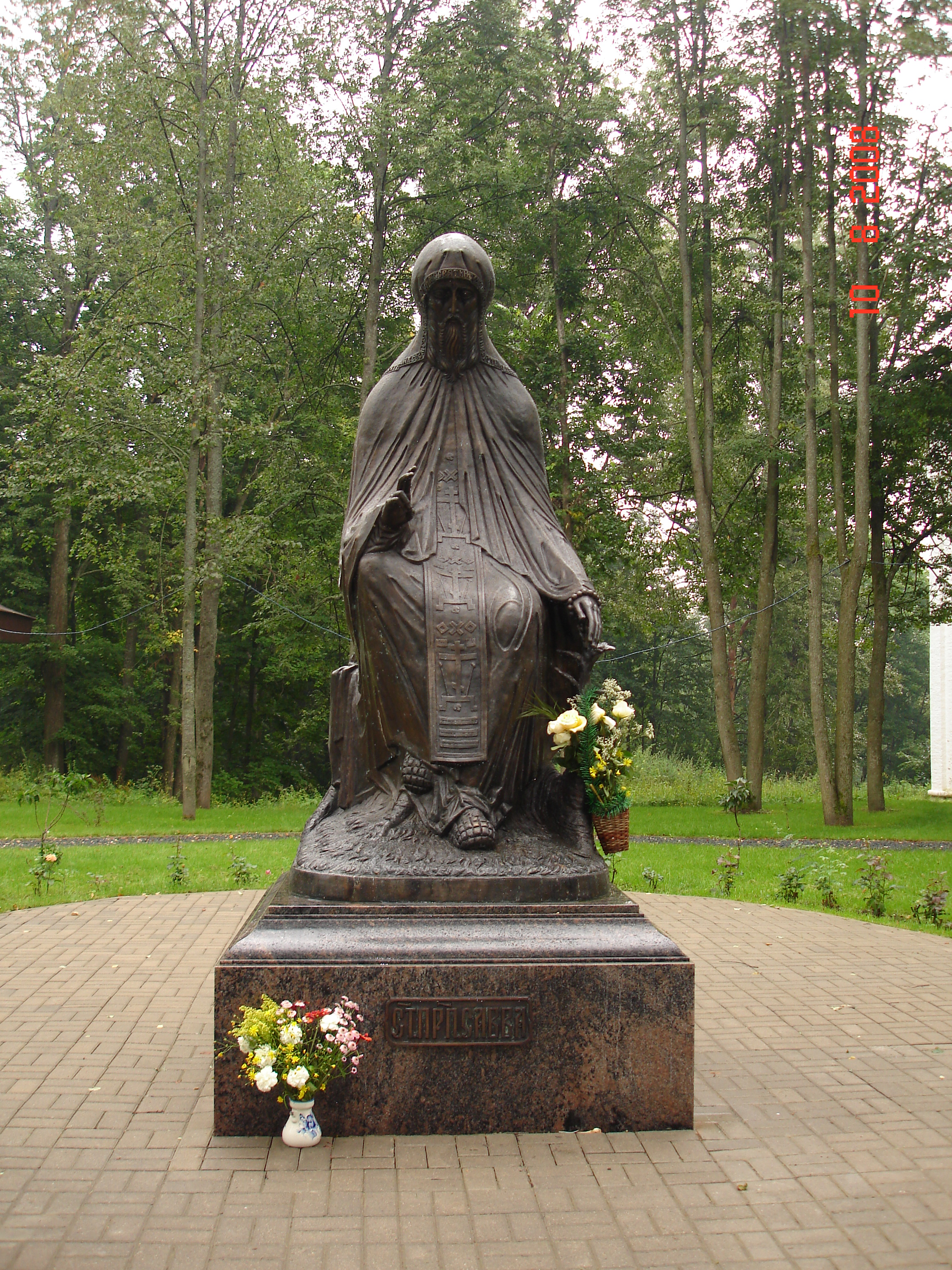
Памятник у входа в Саввино-Сторожевский монастырь

Памятник преподобному Савве (скульптор Сергей Сорокин) открыт у входа в Саввино-Сторожевский монастырь в Звенигороде в августе 2007 года.
С 2015 года в Москве в районе Северное Измайлово строится храм в честь святого преподобного Саввы Сторожевского.